# Ziegeleimuseum Sondernheim
Das Ziegelei-Museum ist ein Privatmuseum südlich von Germersheim am Rhein. Die Sondernheimer Ziegelei wurde 1834 von den Gebrüdern Stubenrauch gegründet. Bis 1965 wurden hier durchgehend Ziegel gebrannt. In den 1970er Jahren wurde die Ziegelei an das Land Rheinland-Pfalz verkauft und vor dem beabsichtigten Abriss unter Denkmalschutz gestellt.
Das seit 2000 wieder im Privatbesitz befindliche Museum und die bestehende Feldbahnanlage wurden denkmalgerecht saniert und sind jeden ersten Sonntag im Monat von April bis Oktober, am Tag des offenen Denkmals an jedem zweiten Sonntag im September, zu weiteren besonderen Anlässen und für Besuchergruppen geöffnet. Im Jahre 2010 wurde das Industrieanwesen mit Trockenhütten, Ringofen und Schmiede mit dem Landesdenkmalpreis Rheinland-Pfalz ausgezeichnet.
Die früher zu Transportzwecken eingesetzte Feldbahn beförderte den Ton aus der nahe gelegenen, heute unter Naturschutz stehenden Lehmgrube Im Willig in die Industrieanlage und steht an den Öffnungstagen für Fahrten zur Verfügung. Anfang 2016 verfügte die Feldbahn über 10 Lokomotiven und ungefähr 1,2 km Gleisstrecke.
In der Ziegelei und dem umliegenden Gelände haben Weißstorch, Turmfalke, Waldkauz, Schleiereule und die in Deutschland bislang größte bekannte Wochenstube der Mückenfledermaus Einzug gehalten.